# Istituto Nazionale di Aeronautica e Spazio (Indonesia)
L'Istituto Nazionale di Aeronautica e Spazio (in lingua originale Lembaga Penerbangan dan Antariksa Nasional, abbreviato in LAPAN) è l'agenzia spaziale governativa dell'Indonesia. Il suo quartier generale ha sede a Giacarta.
L'agenzia è stata istituita il 27 novembre 1963 dall'allora presidente Sukarno e posta alle dipendenze del Ministero della ricerca e della tecnologia. Ha il compito di promuovere sia programmi spaziali a fini civili che programmi legati alla difesa militare.
Il LAPAN si è occupato principalmente dello sviluppo di satelliti, inviati nello spazio con razzi vettore di altri Paesi. Il primo satellite indonesiano è stato il Palapa A1, lanciato nel 1976 con il razzo statunitense Delta II. I satelliti LAPAN A1 e LAPAN A2 sono stati invece lanciati dall’India con il vettore PSLV rispettivamente nel 2007 e nel 2015.
L'agenzia spaziale indonesiana possiede anche una propria base di lancio, denominata Stasiun Peluncuran Roket e utilizzata per il lancio dei razzi sonda indonesiani RX. Il LAPAN sta sviluppando anche un proprio razzo vettore per il lancio di satelliti, denominato RPS-420.